# Militärattachés der Deutschen Demokratischen Republik
Militärattachés gehören seit dem 19. Jahrhundert zu den Auslandsrepräsentanten von Staaten. Sie sind im jeweiligen Akkreditierungsstaat Ansprechpartner für militärpolitische und militärische Angelegenheiten und sammeln oder beschaffen dort militärisch relevante Informationen.
Die Militärattachés der DDR sollten keine Informationen einbringen, die nicht auf legalem Wege verfügbar waren und keinesfalls über den durch die Wiener Konvention erlaubten Rahmen hinaus handeln.

## Geschichte
1957 wurde die Nomenklatur der leitenden Kader des Ministeriums für Nationale Verteidigung der Deutschen Demokratischen Republik beschlossen, bei der die Militärattachés als eine besonders wichtige und herausgehobene Personengruppe nicht nur innerhalb der Nationalen Volksarmee, sondern auch der Staats- und Parteiführung definiert wurden.
Die Verleihung eines Ranges „Militärattaché“ wurde dann 1961 durch einen Erlass des Staatsrates geregelt, nach dem die Auswahl, Bestätigung und Abberufung der Militärattachés durch den Nationalen Verteidigungsrat der DDR zu erfolgen hatte.
Siehe Liste der Militärattachés der Deutschen Demokratischen Republik.
Am 1. Juli 1990 erließ der Minister für Abrüstung und Verteidigung der DDR, Rainer Eppelmann, eine neue Attachéordnung, mit der sich die Bezeichnung der Militärattachés in „Abrüstungs- und Verteidigungsattaché“ änderte. Im gleichen Jahr wurden alle militärdiplomatischen Vertretungen der DDR von den Militärattachés der Bundesrepublik Deutschland (soweit sie in den betreffenden Ländern präsent waren) übernommen und die restlichen aufgelöst.

## Ausbildung der Militärattachés und ihrer Gehilfen
Die Ausbildung zum Militärattaché begann etwa 18 Monate vor der Entsendung ins Ausland und erfolgte in den Anfangsjahren der NVA auf der Grundlage der Anordnung 14/56 des Ministers für Nationale Verteidigung aus dem Jahr 1956. Inhalte waren dabei:
- Grundlagen des diplomatischen Protokolls und des militärdiplomatischen Dienstes,
- Völkerrecht, Außenpolitik und internationale Politik, Militär- und Sicherheitspolitik der NATO-Mitgliedsstaaten,
- Sprachausbildung in Russisch und optional in Englisch, Französisch und Spanisch,
- Länderkunde.

Nachdem 1974 der militärdiplomatische Auslandsdienst in die Verwaltung Aufklärung des Ministeriums für Nationale Verteidigung eingegliedert wurde, erfolgte eine Präzisierung der Forderungen an die Ausbildung:
- Besuch der Militärakademie „Friedrich Engels“ in Dresden,
- Absolvierung der Militärdiplomatischen Akademie der UdSSR in Moskau,
- Teilnahme an Lehrgängen für die Ausbildung von Offizieren für den auswärtigen Dienst in Naumburg,
- Schulung in Aufklärungsfragen am Militärwissenschaftlichen Institut der NVA in Klietz.

## Einsatz der Militärattachés
Die Auslandseinsätze wurden üblicherweise zwei Jahre im Voraus geplant. Die Einsatzvorschläge einschließlich detaillierter Lebensläufe legte der Chef der Verwaltung Aufklärung dem Chef des Hauptstabes der Nationalen Volksarmee und Sekretär des Nationalen Verteidigungsrates vor, von dem sie bestätigt wurden.
Offiziere, die ihren Auslandseinsatz beendet hatten, wurden meist in Leitungsfunktionen in der Verwaltung Aufklärung des Ministeriums für Nationale Verteidigung eingesetzt. 
Der Einsatz von Militärattachés der Deutschen Demokratischen Republik erfolgte 
- 1957 Bulgarien, China, CSSR, Ungarn
- 1958 Korea, Polen, Rumänien, UdSSR
- 1960 Albanien, Vietnam
- 1964 Jugoslawien, Kuba
- 1969 Ägypten, Algerien, Irak, Jemen, Kambodscha, Sudan und Syrien
- 1973 Finnland, Schweden, Schweiz und Indien
- 1974 BRD, Dänemark, Niederlande und Norwegen (nur bestätigt, keine Aufnahme ihrer Tätigkeit)
- 1976 Angola, Kongo
- 1977 Mexiko, Peru 
Siehe Liste der Militärattachés der Deutschen Demokratischen Republik (nach Einsatzländern).